# Pipunculus aberratus
Pipunculus aberratus is een vliegensoort uit de familie van de oogkopvliegen (Pipunculidae). De wetenschappelijke naam van de soort is voor het eerst geldig gepubliceerd in 1939 door Hardy and Knowlton.